# 卡宾枪
卡宾枪（英語：carbine），原意骑兵步枪，又称卡柄槍、马枪、骑枪，是构造和普通步枪基本相同但枪管短于一般步槍、射程略近的轻便步枪。它的中文名称来源于英文的译音。從定義看卡賓槍和衝鋒槍與突擊步槍重疊，現時卡賓槍多半指較制式步槍短的縮短型步槍。

## 歷史
卡賓槍源於19世纪拿破仑战争中法国卡拉宾骑兵（法語：carabinier）所使用的一種短铳，其词源来自于古法语carabin（意思是“持铳的士兵”）。在許多的情況下，卡賓槍只是同型普通步槍的縮短型，以牺牲精度和威力来换取机动性。原先卡賓槍主要是供騎兵和砲兵裝備使用。
在第一次世界大战時代，自动步枪出現，但因為其彈藥限制而發展成支援性的轻机枪，所以另行發展出一種卡賓槍為原型，發射手枪專用彈的小型連發的衝鋒槍。
在第二次世界大战時期，半自動的M1卡賓槍是美軍工兵、軍士、軍官的主要武器，它的靈活特性，深受士兵歡迎，卡賓槍的衍生物衝鋒槍更是歐洲戰線上的主要火器。
卡賓槍在越战時更是美軍特種部隊、一般低階軍官和軍士的武器，如蘇聯軍隊的AK-47和SKS，美軍的XM-177實際上在當時標準算短。
進入1980年代後，由於突击步枪和衝鋒槍的發展路線改變，全自動的卡賓槍用途更為廣泛，是各國特種部隊、憲兵、工兵、裝甲兵、運輸兵、砲兵甚至特警隊的武器之一。卡賓槍與突擊步槍口徑相同，更可通過更換零件變換而成。
總括而言，現在以衝鋒鎗改造的槍械，或者縮短槍管的自動步槍，亦常被俗稱為卡賓槍。

## 手枪口径卡宾枪

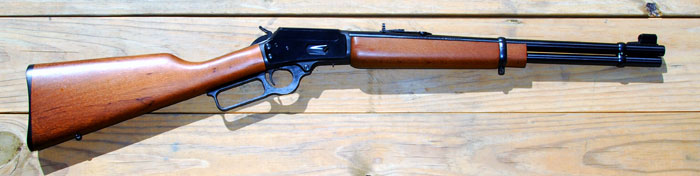
马林1894C型.357麦格农口径卡宾枪

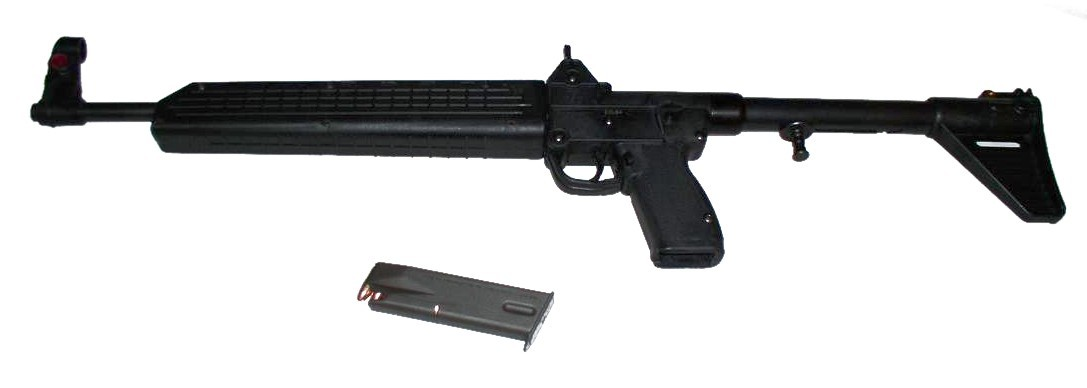
9×19毫米口径的Kel-Tec SUB-2000卡宾枪

有一种特殊类型的卡宾枪是手枪口径卡宾枪（pistol-caliber carbine，简称PCC），在19世纪中期金属壳子弹普及后就开始出现，主要用来“配合”当时市面上热卖的左轮手枪，让美国旧西部的牛仔和执法官能用同样的随身弹药打出更好的精度和威力。比较经典的组合就是.44-40或.38-40口径的温彻斯特步枪和柯尔特单动式陆军转轮手枪相互配用。这种趋势一致延续进入了20世纪，比如使用.38 Special/.357 Magnum的温彻斯特1894型和使用.44 Special/.44 Magnum的马林1894型杆动卡宾枪。
手枪口径卡宾枪在现代比较有名的例子有和儒格品牌手枪共享弹药的儒格警用卡宾枪（Ruger Police Carbine，后改称儒格手枪口径卡宾枪 Ruger PC Carbine）、使用.44 Magnum口径的儒格44型和儒格鹿园卡宾枪（已停产）、与伯莱塔Px4 Storm手枪共享弹药的伯莱塔Cx4 Storm卡宾枪、与Hi-Point C-9手枪共享带药的Hi-Point半自动卡宾枪，以及使用9×19mm和.40 S&W子弹的Kel-Tec SUB-2000系列等等。
手枪口径卡宾枪相比同样弹药的手枪，主要优势是更佳的可控性（有肩托，可使用枪带，人体可施力的接触点多，人机功效更好）、精度（瞄准基线长，枪管长，可使用光学瞄具）和打击力（枪口初速更快）。同时因为是长管枪械，卡宾枪受到的法律限制有时反倒比手枪（可能需要隐蔽持枪许可）要少。
相比同样使用手枪弹的冲锋枪，卡宾枪因为枪管较长具有精度优势。许多手枪口径卡宾枪其实是在冲锋枪的基础上衍生出来的，比如FN PS90、HK USC、KRISS Vector CRB和Uzi Carbine等等，通常是为了能够合法销售而把枪管加长到至少16英寸（410）并改成只能半自动射击。
相比使用中间型威力枪弹或全威力步枪弹的卡宾枪，手枪口径的卡宾枪的外弹道性能要逊色很多，但优势是前后坐力减少、过度穿透误伤他人的可能性更低，近距离的静止作用很好，更适合作为居家防卫武器，而且市面上手枪弹的供应通常也很充足。因为手枪弹的膛压通常低于步枪弹，手枪口径卡宾枪可以使用更轻更薄的枪管和枪机闭锁设计，所以能比普通卡宾枪更轻便，也更容易使用消音器压制枪口冲击波。一些步枪型号（比如AR-15）则可以用转换部件改变使用不同的弹药——包括使用手枪弹，但这种情况较为少见。

## 典型型號
- 美國
  - M1、M1A1、M2、M3卡賓槍
  - CAR-15
  - M4／M4A1卡賓槍
  - M231射孔槍
  - CQBR近戰步槍
  - FN SCAR突擊步槍

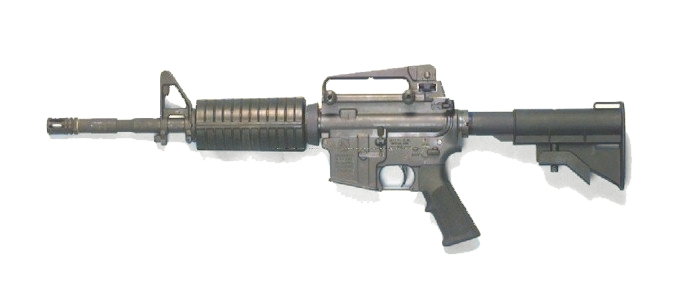
M4卡賓槍

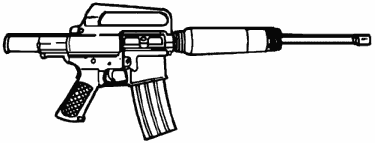
M231射孔槍

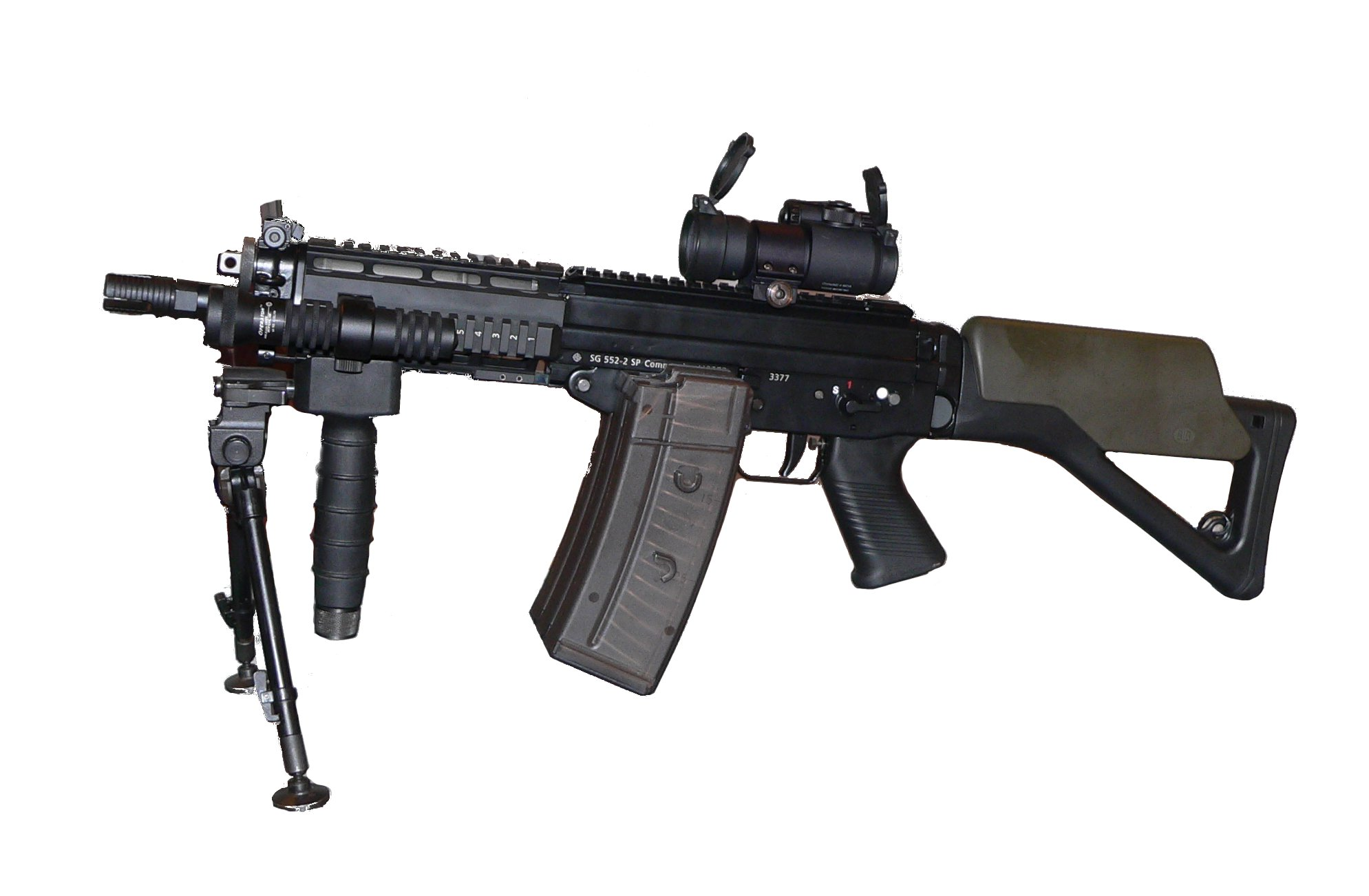
SIG SG 552

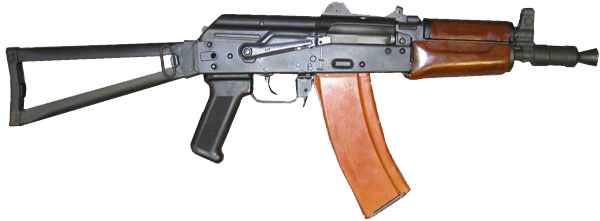
AKS-74U

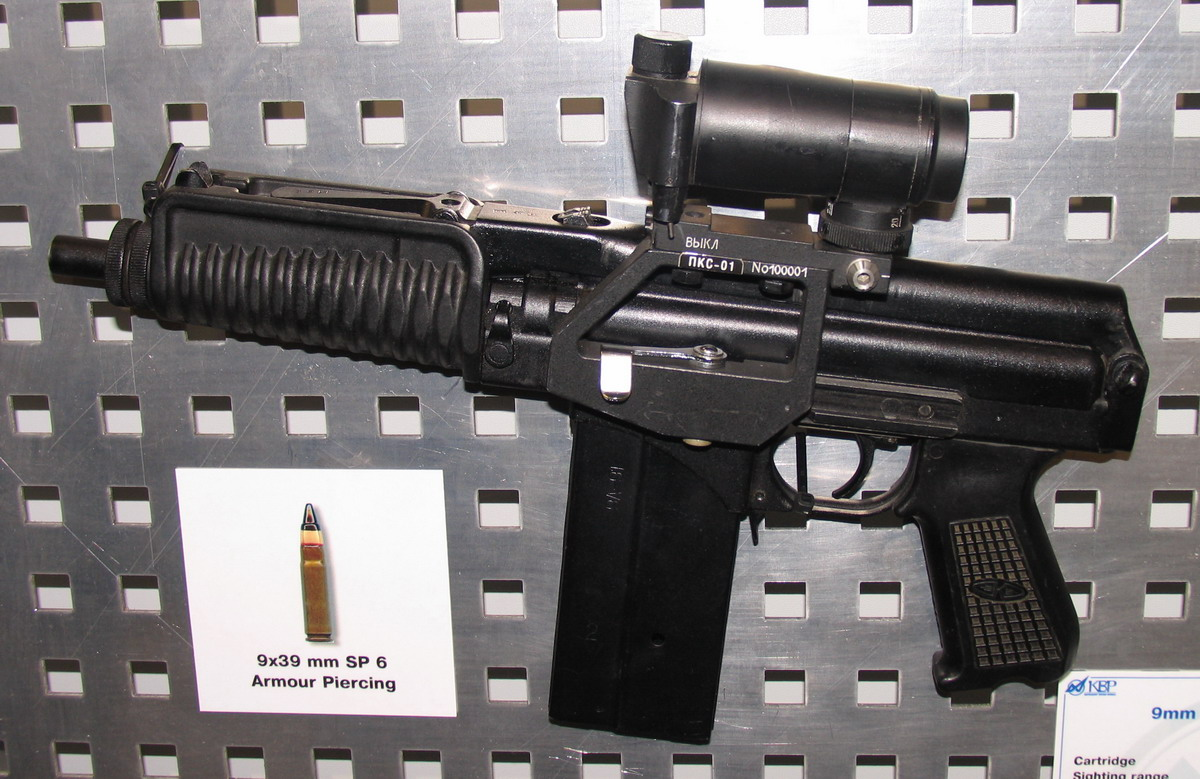
9A-91

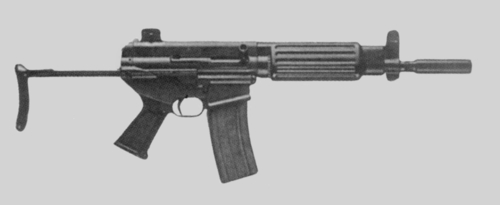
K1卡賓槍

  - XM8 Carbine（標準型）、Compact（緊湊型）
  - XM29 OICW（步槍部份）
  - 卡利科100
  - Hi-Point
  - Kel-Tec SUB-2000
- 比利時
  - PS90
- 加拿大
  - C8卡賓槍
- 意大利
  - 貝瑞塔Cx4 Storm
- 瑞士
  - SIG SG 543
  - SIG SG 552卡賓槍
  - SIG SG 553卡賓槍
- 英國
  - 李-恩菲爾德No. 5 Mk I（叢林卡賓槍）
  - L22A1、L22A2
- 法國
  - FAMAS G2（衝鋒槍型）
- 德國
  - HK G3KA4
  - HK MP5SFA2、MP5SFA3
  - HK53
  - HK G41K
  - HK G36K、HK G36C
  - HK416 D10RS、D14.5RS、HK416C
  - HK417突擊型
- 日本
  - 三十年式騎槍
  - 三八式卡賓槍
  - 四四式卡賓槍
- 墨西哥
  - FX-05卡賓槍型
- 蘇聯／俄羅斯
  - 莫辛-納甘M1907、M1938、M1944、M1891/59卡賓槍
  - SKS半自動步槍
  - AKMSU
  - AKS-74U
  - AK-102
  - AK-104
  - AK-105
  - AK-9
  - 9A-91
  - OTs-12
  - OTs-14-4A-02
- 中華民國
  - 中正式步騎槍
  - 八一式馬步槍
  - T86戰鬥步槍
  - T91戰鬥步槍
- 韓國
  - K1卡賓槍
- 以色列
  - Galil SAR、Galil MAR
  - C.T.A.R. 21、微型塔沃爾卡賓槍
- 南斯拉夫
  - Zastava M85
  - Zastava M92
- 中華人民共和國
  - 53式步騎槍
  - 56式半自動步槍
  - QBZ-56C
  - QBZ-95／97B
  - CQ-A／CS/LR2

## 外部連結
- （英文）—Personal Defence Weapons Central的各种卡宾枪介紹